# Jorge Javier Vázquez
Jorge Javier Vázquez Morales (Badalona, 25 luglio 1970) è un conduttore televisivo spagnolo.

## Biografia
Laureatosi in filologia ispanica all'università di Barcellona intraprende la carriera televisiva. Attualmente lavora a Telecinco, la rete principale del gruppo Mediaset España.
Il presentatore alcuni anni fa ha dichiarato la propria omosessualità.

## Televisione

### Conduzioni
- 2001 - Rumore, rumore (Antena 3)
- 2003 - 2008: Aquí hay tomate (Telecinco)
- 2007 - 2008: Hormigas blancas (Telecinco)
- 2008 - Gran Hermano 10 (Resúmenes diarios y debate) (Telecinco)
- 2009 - Sálvame (Telecinco)
- 2009 - Deluxe (Telecinco)
- 2009 - Campanadas junto con Belén Esteban (Telecinco)
- 2011 - Supervivientes (Telecinco)
- 2011 - Acorralados (Telecinco)
- 2011 - Campanadas junto con Kiko Rivera (Paquirrín) e Isabel Pantoja (Telecinco)
- 2011 - Especial Romina: la madre de Ylenia y Especial Albano: la respuesta Deluxe.
- 2012 - Hay una cosa que te quiero decir (Telecinco)

### Collaborazioni
- 1997 - 1998: Extra Rosa (Antena 3)
- 1998 - 2003: Sabor a ti (Antena 3)
- 1999 - Sabor a Verano (Antena 3)
- 2003 - Día a Día (Telecinco)
- 2006 - El programa de Ana Rosa (Telecinco)
- 2009 - La Noria (Telecinco)